# Armando Seppilli
Armando Seppilli (Ancona, 1860 - 1931) fou un compositor italià.
Estudià en el Conservatori de Milà, destacant entre els alumnes de Bazzini i Ponchielli.
És autor de les òperes Andrea di Francia i La nave rossa (1907) i Cingallegra (1912), que foren favorablement jutjades per la crítica milanesa en ser estrenades.